# 上元夫人
上元夫人（じょうげんふじん）は、中国の道教における女仙である。彼女は天界で最も高貴の女仙であり、長生を執掌している。道教で言う三天官（上元・中元・下元）のうちの上元の官に当たる女仙である。小字は阿環（あかん）。

## 概要
道教の文献『墉城集仙録』によれば、上元夫人は道君の弟子で、古くから得道登仙して、真籍（真人または仙人たちの名籍）を管理し、亀台金母（西王母）に次ぐ地位を持つ。しばしば九天玄女と混同される。
『漢武内伝』によれば、前漢の武帝は長生を望み、七月七日に宮殿で西王母を迎え、西王母は侍女の郭密香に命じて、もう一人の女仙・上元夫人をこの場に招いた。郭密香は、殿に下りてきて、姿を消した。やがて郭密香は、上元夫人の侍女をつれてきた。上元夫人の侍女は「いま上元夫人は太帝君の指示を受けて、玄洲で天元の校正をしているから、少々お待ちください。」と言ったという。上元夫人と西王母は絳河（天の川）を隔てて、四千年余り顔を合わせていない。しかし武帝は、上元夫人が誰であるか知らない。西王母は「彼女は三天真皇の母、三天上元の官にして、十方の玉女の名録を統領する者なり」と言ったという。やがて雲の中から簫と鼓の声を聞く。上元夫人は十八九歳くらいの千人余りの女官を連れて到着した。上元夫人は殿に上りて西王母に向って礼拝したが、西王母に止められ、そして呼んで同坐して北向す（西王母は東向す、武帝は南向す）。上元夫人も厨を設く、厨は精珍にして西王母の設けたものと似ている。西王母は武帝に、「上元夫人は真元の母、尊貴の神女であり、当に起ちて拝すべきだ」と言った。武帝は上元夫人に礼をした後、還りて坐す。上元夫人は武帝をひどく軽蔑して、気性が荒く、名利を追い、好色を貪り、長生にはなりにくいと叱った。武帝が長生を欲するなら、秘術の経典『五帝六甲霊飛十二事』を手に入れねばならない。しかし、『五帝六甲霊飛十二事』は神仙以外の者に勝手に伝授することはできない。西王母の再三にわたる説得に、ついに折れて、武帝に『五帝六甲霊飛十二事』を授与している。
『歴世真仙体道通鑑後集』巻三にも、上記と類似の物語が記載されている。

## 容姿
上元夫人は天姿清耀、霊眸艶絶、雲彩色を乱した錦と繍ではない赤霜の袍を服す。頭は三角髻を作り、余分な髪を腰まで垂れ、九霊夜光の冠を戴き、六山火玉の珮を垂れ、鳳文琳華の綬を佩用し、腰には流黄揮精の剣を帯びた二十歳余りの艶やかな女仙である。
また『真誥』によれば、上元夫人は赤霜袍を着て、青毛錦の裘をかぶっている。元晨夜月の冠を戴き、六山火玉の珮を帯び、腰には鳳文琳華大綬を佩用し、手には流黄揮精の剱を執る。

## 唐詩
| 上元夫人                 |            |      |
| 原文                     | 書き下し文 | 通釈 |
| 上元誰夫人？偏得王母嬌。 |            |      |
| 嵯峨三角髻，余髮散垂腰。 |            |      |
| 裘披青毛錦，身著赤霜袍。 |            |      |
| 手提嬴女兒，閑與鳳吹簫。 |            |      |
| 眉語兩自笑，忽然隨風飄。 |            |      |